# Punttandvleerhond
De punttandvleerhond (Pteralopex atrata) is een vleermuis uit het geslacht der apenkopvleermuizen (Pteralopex) die voorkomt op Guadalcanal en New Georgia in de Salomonseilanden. De populatie op New Georgia is slechts van één schedel bekend; het is mogelijk dat de bijbehorende huid van dat dier zal aangeven dat het om een aparte soort gaat. De nauwste verwant van de punttandvleerhond is Pteralopex flanneryi uit Buka, Bougainville, Choiseul en Santa Isabel. Dit dier eet fruit.
De punttandvleerhond is een middelgrote vleerhond met een zwarte, meestal korte vacht. De voorarm en het scheenbeen zijn naakt. De kop-romplengte bedraagt 196 tot 237 mm, de voorarmlengte 129 tot 147 mm, de oorlengte 15 tot 20 mm en het gewicht 438 tot 506 g.
Bougainvilleapenkopvleermuis (Pteralopex anceps) · Punttandvleerhond (Pteralopex atrata) · Pteralopex flanneryi · Bergapenkopvleermuis (Pteralopex pulchra) · Pteralopex taki